# 181
Cette page concerne l'année 181  du calendrier julien. Pour l'année 181 av. J.-C., voir 181 av. J.-C. Pour le nombre 181, voir 181 (nombre).
L'année 181 est une année commune qui commence un dimanche.

## Événements
- Date possible de l'éruption du volcan du lac Taupo en Nouvelle-Zélande, la plus violente des 2 000 dernières années[1], avec celle du Tambora en 1815.
- En Mongolie, à la fin du règne de Tanshihuai, les chefs de tribus Xianbei tentent vainement de retrouver leur autonomie[2].

- Le Sérapéum d'Alexandrie est détruit par un incendie (ou 172)[3].

## Naissances en 181
- Zhuge Liang (dit Kongming), stratège chinois, dans le Shandong.
- Empereur Xian des Han.
- Chen Shi, général de Shu.

## Décès en 181
- Aelius Aristide, rhéteur et sophiste grec.